# جياكومو بيرغر
جياكومو بيرغر (بالفرنسية: Giacomo Berger)‏ هو رسام فرنسي، ولد في 1754، وتوفي في 1822 في نابولي في إيطاليا.